# Colmier-le-Bas
Colmier-le-Bas ist eine französische Gemeinde mit 22 Einwohnern (Stand 1. Januar 2022) im Département Haute-Marne in der Region Grand Est. Sie gehört zum Kanton Villegusien-le-Lac und zum Arrondissement Langres.

## Geografie
Die Gemeinde Colmier-le-Bas liegt an der oberen Ource im Westen des Plateaus von Langres, etwa 35 Kilometer südwestlich von Langres. Im Süden, Westen und Norden grenzt das Gemeindegebiet an das Département Côte-d’Or. Nachbargemeinden sind Chambain im Nordwesten, Colmier-le-Haut im Nordosten, Villars-Santenoge im Südosten, Chaugey im Süden, Bure-les-Templiers im Südwesten und Menesble im Westen.

## Bevölkerungsentwicklung

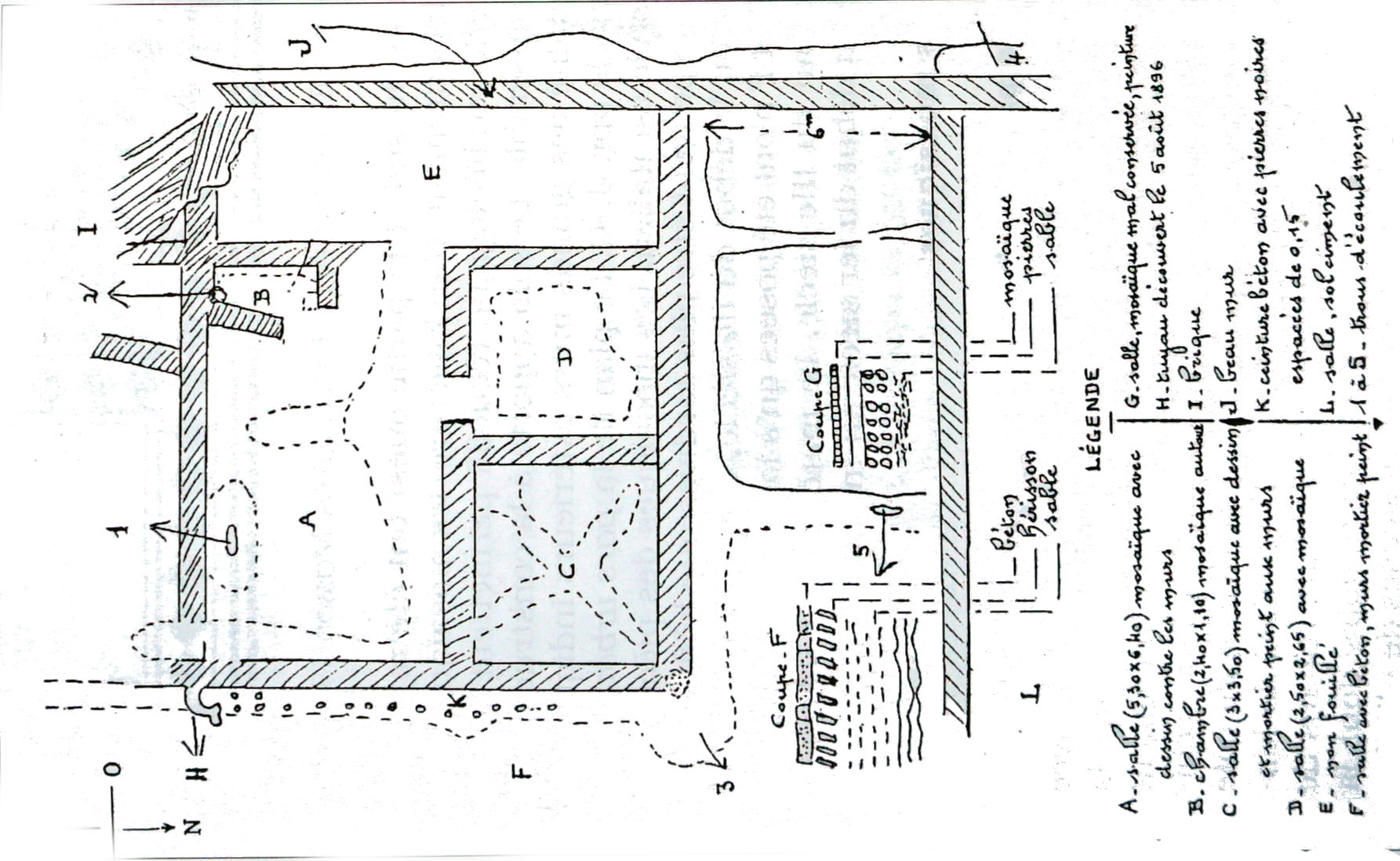
Skizze der galloromanischen Villa von Colmier-le-Bas, seit dem 17. Mai 1990 ein Monument historique

| Jahr      | 1962 | 1968 | 1975 | 1982 | 1990 | 1999 | 2008 | 2018 |
| --------- | ---- | ---- | ---- | ---- | ---- | ---- | ---- | ---- |
| Einwohner | 76   | 38   | 22   | 49   | 35   | 31   | 20   | 22   |